# Trespring uden tilløb (atletik)
Trespring uden tilløb eller stående trespring er en nu afskaffet atletikdisciplin. 
Trespring uden tilløb var med på det olympiske program 1900 og 1904.
| Olympiske lege | Guld     | Sølv          | Bronze         |
| -------------- | -------- | ------------- | -------------- |
| 1900           | Ray Ewry | Irving Baxter | Bob Garrett    |
| 1904           | Ray Ewry | Charles King  | Joseph Stadler |